# 精神外科
精神外科（英語：Psychosurgery）是用于治疗精神疾患的神經外科分支，其内容在医学界中存有争议。现代精神外科的历史追溯到1880年 瑞士精神病医师戈特利布·布克哈特。精神外科在20世纪的首个突破即是葡萄牙神经病医师安东尼奥·埃加斯·莫尼斯在1930年代中期所发展出的脑白质切除术。这一手术在美国曾被神经精神病学家沃尔特·弗里曼及神經外科医生詹姆斯·W·瓦茨积极采纳，并将之定为前额叶的标准治疗手段。尽管1949年的诺贝尔奖颁给了发明出脑蛋白切除术的安东尼奥·埃加斯·莫尼斯，精神外科学自1950年起仍然慢慢衰落下去。到1970年代，弗里曼-沃茨式的手术已经极为罕见，但其它的精神外科学形式仍极小规模地存在着。一些国家全然废弃了精神外科学，而在英国和美国，小部分医疗中心仍在少量重度抑郁症和强迫症患者身上使用精神外科方法治疗。一些国家还使用精神外科学手段治疗精神分裂症等疾病。
精神外科学是精神病学家和神经外科医生之间的合作。在手术过程中，需要施加全身麻醉药，移除或者损毁一小部分人腦。现代多采用立体定位的手段。最常见的手术类型包括囊切开术、扣带回切除术、神经束切断术、边缘脑叶切开术等。切除的具体方法则是透过辐射、热凝聚、冷冻、切除等。三分之一的患者在术后有着显著的症状改善。手术手段的提升极大地减少了死亡率和严重损害，但仍有癲癇發作、大小便失禁、欲求减退、体重增加、認知情感困难等副作用发生。当前，精神外科学的主要研究方向已经不再是燒蝕某处脑组织，而是进行腦深層刺激手術（DBS）以植入电极，刺激大脑的特定区域。

## 中国
中国在2004年禁止物质使用障碍（毒瘾，不含酒瘾）的精神外科手术，2008年禁止难治性强迫症、抑郁症、脑部神经系统疾病之外的精神外科手术。但是2017年人民网转发新民晚报关于上海用立体定位手术治疗精神分裂症的文章，说明此时之前可能又解禁。《中国精神疾病外科治疗专家共识（2024）》列出了治疗多种疾病对应的目标区域和操作手段（主要是DBS、射频毁损）。

## 外部連結
- New England Journal of Medicine article （页面存档备份，存于）
- Brain surgery to cure the mind （页面存档备份，存于） - BBC Radio 4 documentary on modern psychosurgery
- "Shedding Light on Shadowland" - in-depth essay exploring the propagation of the Frances Farmer lobotomy legend